# Friedrich August Wilhelm Strauch
Friedrich August Wilhelm Strauch (* 23. Juni 1826 in Berlin; † 29. Oktober 1906 ebd.) war ein deutscher Architekt.

## Leben
Von 1840 bis 1843 machte Strauch eine Zimmererlehre. Danach bildete er sich beruflich weiter und besuchte die Akademie der Künste. 1847 machte er die Zimmermeisterprüfung und studierte 1848/49 Kunstgeschichte an der Universität in Berlin. 1849 begann er ein Studium an der Berliner Bauakademie, dass er um 1854 mit dem Baumeisterexamen abschloss. Danach war er in Berlin als Privatbaumeister tätig und war Vorstandsmitglied der 1872 gegründeten Actiengesellschaft für Bauausführungen. Seit 1850 war er Mitglied des Architektenvereins zu Berlin.

## Bauten in Berlin
- 1859: Mietshaus Mehringdamm 43 (Denkmalschutz)[1]
- 1859/60: Wohnhäuser Bendlerstraße 17A und B
- um 1860: Wohnhaus Grabenstraße 34
- 1864: Umbau des Wohnhauses Bellevuestraße 13
- 1865/66: Wohnhaus Königgrätzer Straße 124
- 1866: Anbau an das Wohnhaus Tiergartenstraße 21A
- 1867–1869: Wohnhaus von Craecker, Tiergartenstraße 14
- 1869: Wohnhaus Bendlerstraße 19
- 1870: Remisengebäude Tiergartenstraße 3
- 1872: Stall- und Remisengebäude Hohenzollernstraße 5
- 1875–1876: Elisabeth-Siechenhaus Eberswalder Straße 17–18 (Denkmalschutz)[2]

Mit Ausnahme der denkmalgeschützten Gebäude sind alle Bauten nicht mehr vorhanden.